# پدرو اوپازو
پدرو اوپازو (انگلیسی: Pedro Opaso؛ ۲۰ ژوئیهٔ ۱۸۷۶ – ۹ آوریل ۱۹۵۷) سیاستمدار، پرسنل نظامی، و پزشک اهل شیلی بود. وی از ۲۶ ژوئیه ۱۹۳۱ تا ۲۷ ژوئیه ۱۹۳۱ به عنوان رئیس‌جمهور موقت شیلی فعالیت نمود.
پدرو اوپازو در ۹ آوریل ۱۹۵۷، در سن ۸۰ سالگی درگذشت.